# Cattedrale di Letterkenny
La cattedrale di Sant'Adamnano e San Columba (in inglese: Cathedral of St. Eunan and St. Columba) è la cattedrale cattolica di Letterkenny, in Irlanda, e sede della diocesi di Raphoe. La cattedrale è situata nel comune di Castel Street, di fronte alla chiesa parrocchiale anglicana di Conwal, ed ha celebrato il suo centenario nel 2001.

## Storia
La cattedrale è stata costruita tra il 1890 ed il 1900 ed è l'unica cattedrale cattolica della contea. La cattedrale fu commissionata dal futuro cardinale Patrick Joseph O'Donnell, allora vescovo di Raphoe. La cattedrale fu inaugurata il 16 giugno 1901 ed è stata realizzata in stile vittoriano gotico in posizione che domina la città. L'edificio è stato progettato da William Hague, famoso architetto di Dublino.
La cattedrale è stata restaurata e modificata nel 1985, cercando di preservare lo stile e i materiali dell'altare originale, che riprende l'Ultima Cena di Leonardo da Vinci ed è sempre presente nella cattedrale, incorporato nel nuovo altare. La facciata in pietra arenaria è stata pulita nel giugno 2001, in occasione del centenario della cattedrale.

## Descrizione
La cattedrale ha una guglia dell'altezza di 240 metri, l'edificio è in arenaria bianca di Mountcharles, i mobili sono principalmente in rovere, mentre il pulpito è in marmo ed è opera dei Pearse Brothers di Dublino. I soffitti sono opera di Amici, da Roma. Le vetrate che illuminano il santuario e la cappella di Notre-Dame sono della fabbrica Mayer di Monaco e rappresentano 13 scene della vita di Cristo. Sulle vetrate, opera di Harry Clarke e Michael Healy, sono stati utilizzati motivi celtici.

## Galleria d'immagini

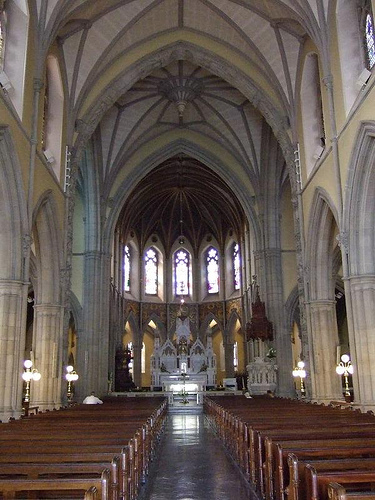
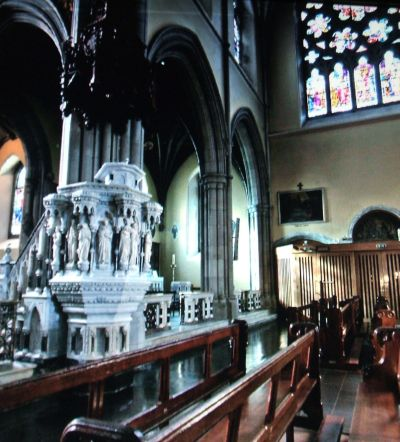
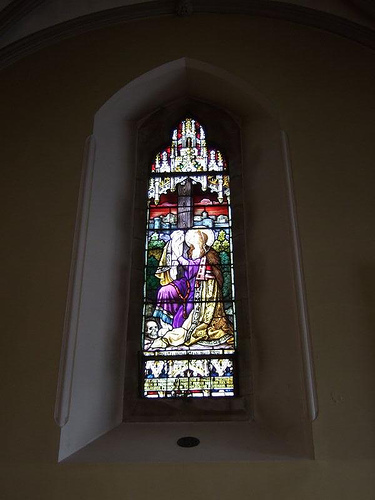
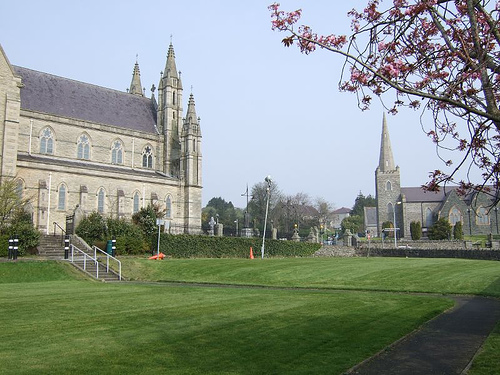
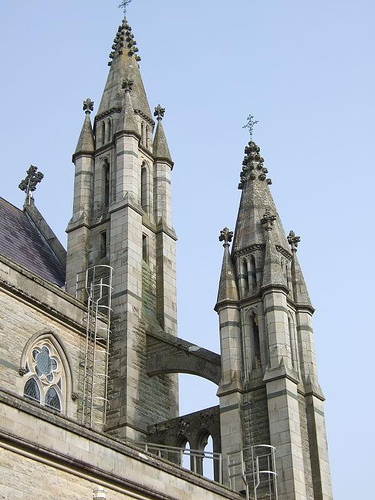